# تويوتا 2000 جي تي
تويوتا 2000GT، هي سيارة رياضية محدودة الإنتاج، تتميز بمحرك أمامي متوسط وخلفي الدفع، وهي مصممة ببابين ومقعدين. طُورت بالتعاون بين تويوتا وشركة ياماها، وظهرت لأول مرة للجمهور خلال معرض طوكيو للسيارات عام 1965. أنتجت السيارة بواسطة ياماها بموجب عقد خلال الفترة من 1967 إلى 1970، وكانت رمزًا لشركة تويوتا ومخصصة حصريًا لقناة البيع بالتجزئة اليابانية Toyota Store.
شكّلت تويوتا 2000GT نقطة تحول في تصور العالم لصناعة السيارات اليابانية، التي كانت تُعرف آنذاك بإنتاج سيارات عملية مقلدة، وأثبتت قدرة اليابان على تصنيع سيارات رياضية تنافس أبرز العلامات الأوروبية بتصميمها الأنيق وأدائها المميز كسيارة كوبيه رياضية. في مراجعة نُشرت عام 1967، وصفت مجلة Road & Track السيارة بأنها "إحدى أكثر السيارات إثارة ومتعة في القيادة"، وقارنتها بشكل إيجابي مع بورشه 911.
اليوم، تُعتبر تويوتا 2000GT أول سيارة يابانية تُصنف كتحفة قابلة للإقتناء وأول سيارة فائقة الأداء تنتجها اليابان. وقد بيع أحد نماذجها في مزاد عام 2013 بمبلغ وصل إلى 1,200,000 دولار أمريكي.

## نظام نقل الحركة
تم تزويد تويوتا 2000GT بمحرك مستقيم سداسي الأسطوانات بسعة 1,988 سم³ (2.0 لتر؛ 121.3 بوصة مكعبة) بوضع طولي (المعروف باسم 3M)، تصميمه مستوحى من سيارة السيدان تويوتا كراون (S50). خضع المحرك لتحسينات رياضية بواسطة شركة ياماها، حيث تم تركيب ثلاثة مكربنات ثنائية البرميل من نوع Mikuni-Solex 40 PHH، مع تطوير رأس DOHC (ثنائي عمود الكامات العلوي)، مما أتاح إنتاج قوة تصل إلى 150 حصانًا (148 bhp؛ 110 كيلوواط) عند 6,600 دورة في الدقيقة، وعزم دوران يبلغ 175 نيوتن متر (129 رطل-قدم) عند 5,000 دورة في الدقيقة.  
كما تم إنتاج تسعة نماذج خاصة من طراز MF-12 بمحرك أكبر حجمًا من نوع SOHC 2.3 لتر 2M-B ، لكنه يتمتع بقوة أقل، حيث يولد 140 حصانًا (138 bhp؛ 103 كيلوواط) عند 5,800 دورة في الدقيقة، وعزم دوران يبلغ 201 نيوتن متر (148 رطل-قدم) عند 3,800 دورة في الدقيقة.  
جهزت السيارة بناقل حركة يدوي بخمس سرعات مع نظام دفع خلفي. وقدمت ثلاثة خيارات لنسبة المحور النهائي، حيث أظهرت التقديرات أن السيارات المزودة بمحور بنسبة 4.375 يمكن أن تصل إلى سرعة قصوى تبلغ 135 ميل/ساعة (217 كم/ساعة) مع استهلاك وقود يبلغ 7.59 لتر/100 كم (31 ميل لكل غالون أمريكي؛ 37 ميل لكل غالون بريطاني).  
تضمنت المواصفات القياسية نظام فرق محدود الانزلاق (Limited Slip Differential) ومكابح قرصية معززة بالطاقة على جميع العجلات، وهي أول سيارة يابانية تقدم هذه الميزة. تم تصميم نظام التعليق باستخدام نوابض لولبية مرتبطة بأذرع مزدوجة على جميع العجلات، مع هيكل من نوع Backbone Chassis وعجلات مصنوعة من المغنيسيوم بقياس 15 بوصة.  
كانت تويوتا 2000GT أيضًا أول سيارة من إنتاج تويوتا تعتمد نظام توجيه Rack and Pinion كجزء من استراتيجية الشركة لإثبات قدرتها على تصنيع سيارة رياضية بمعايير عالمية. بالإضافة إلى ذلك، زُودت السيارة بفرامل طوارئ مثبتة على لوحة القيادة تعمل مباشرة على الأقراص الخلفية، لضمان السيطرة في حال حدوث عطل في نظام الكبح الأساسي.